# Lanobre
Lanobre ist eine französische Gemeinde mit 1.350 Einwohnern (Stand: 1. Januar 2022) im Département Cantal in der Region Auvergne-Rhône-Alpes; sie gehört zum Arrondissement Mauriac und zum Kanton Ydes.

## Geographie
Lanobre liegt etwa 45 Kilometer südwestlich von Clermont-Ferrand. Die zum Lac de Bort-les-Orgues aufgestaute Dordogne begrenzt die Gemeinde im Westen. An der nördlichen Gemeindegrenze mündet der Fluss Tialle in die Dordogne.
Umgeben wird Lanobre von den Nachbargemeinden Beaulieu und Trémouille-Saint-Loup im Norden, Cros im Norden und Nordosten, Champs-sur-Tarentaine-Marchal im Süden und Osten, Bort-les-Orgues im Südwesten sowie Sarroux-Saint Julien mit Sarroux im Westen. Die Grenze zur Gemeinde Bort-les-Orgues verläuft längs durch die Dordogne, den Stausee Lac de Bort-les-Orgues und das Stauwerk Barrage de Bort-les-Orgues.

## Bevölkerungsentwicklung
| Jahr                       | 1962 | 1968 | 1975 | 1982 | 1990 | 1999 | 2006 | 2017 |
| Einwohner                  | 1486 | 1418 | 1468 | 1435 | 1473 | 1416 | 1426 | 1413 |
| Quellen: Cassini und INSEE |      |      |      |      |      |      |      |      |

## Sehenswürdigkeiten
- Kirche Saint-Jacques-le-Majeur aus dem 12. Jahrhundert, seit 1963 Monument historique
- Burg Val aus dem 15. Jahrhundert, Monument historique
- Der nördliche Teil des Stauwerks Barrage de Bort-les-Orgues liegt auf Gemeindegebiet
- Stausee Lac de Bort-les-Orgues

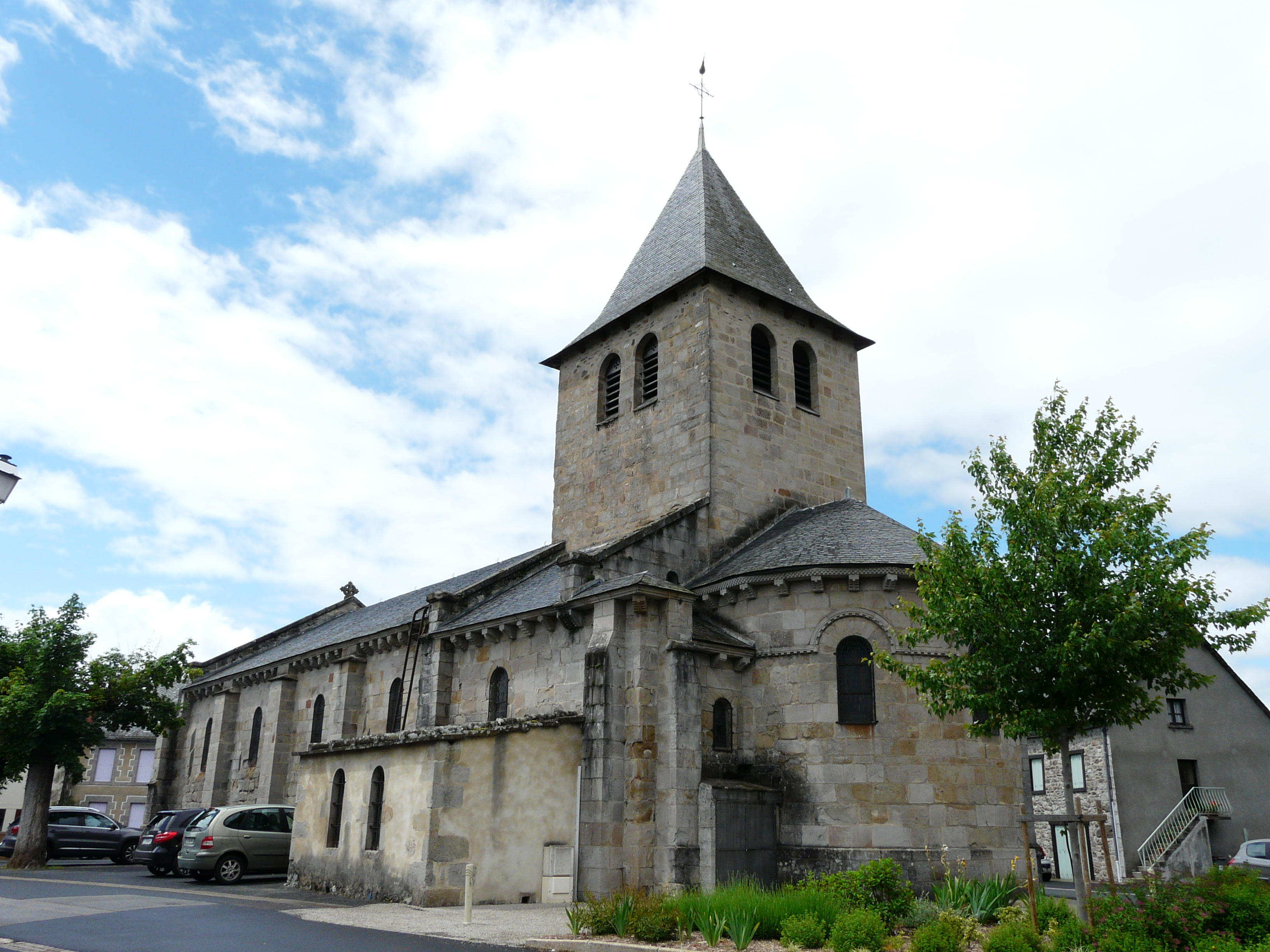
Kirche Saint-Jacques-le-Majeur
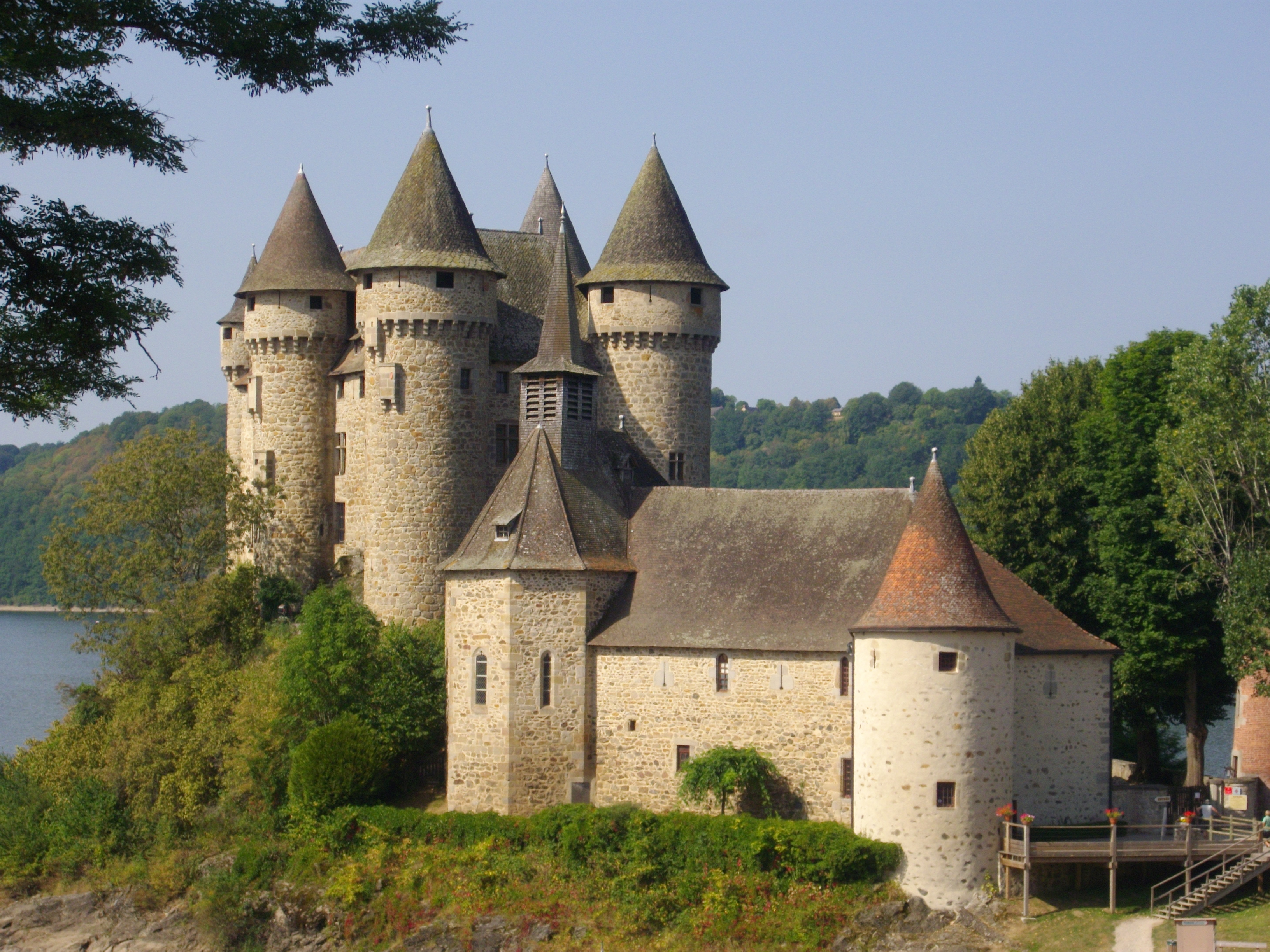
Burg Val
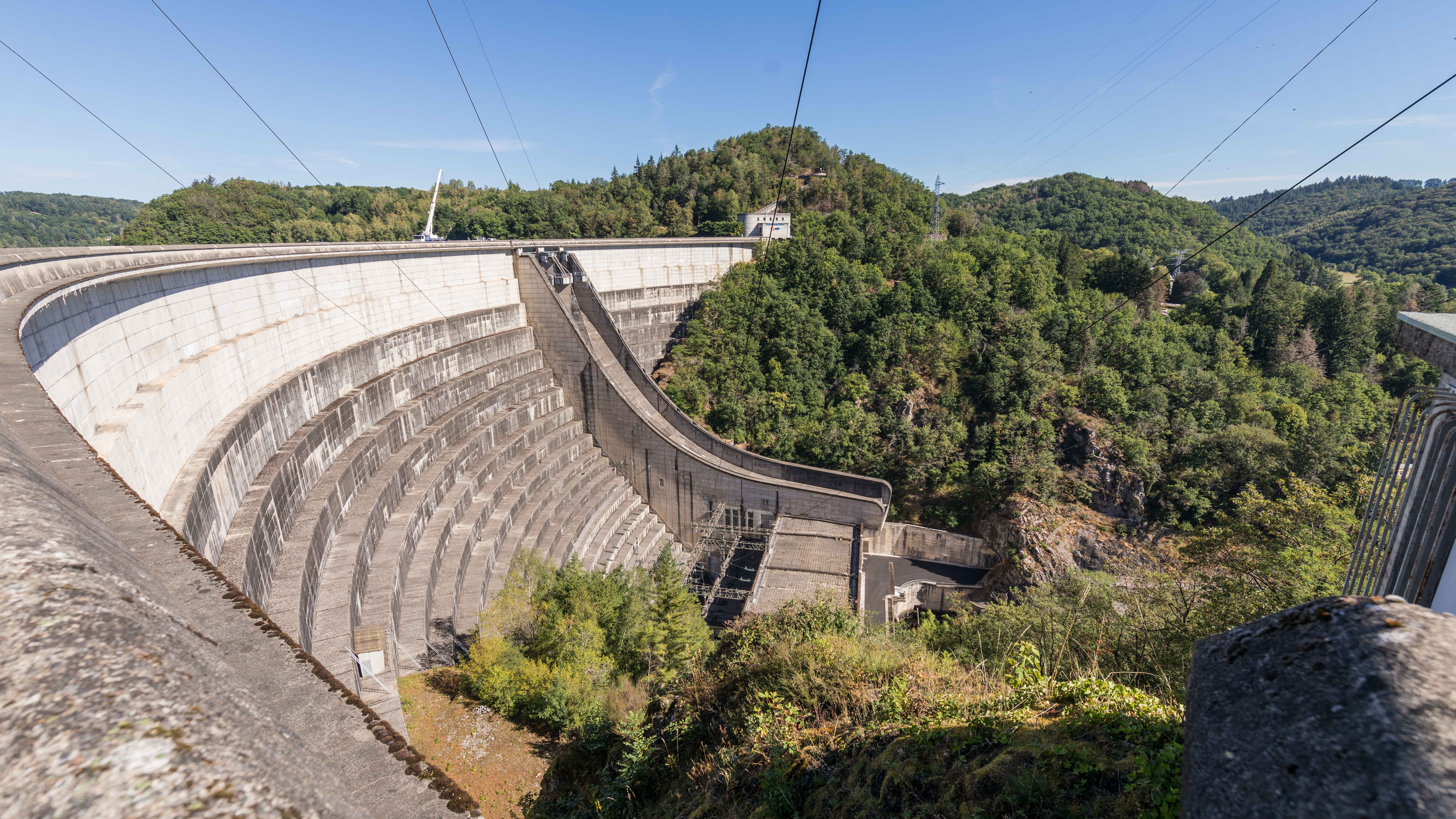
Barrage de Bort-les-Orgues, Blickrichtung Lanobre

## Gemeindepartnerschaft
Mit der französischen Gemeinde Bozel im Département Savoie besteht eine Partnerschaft.